# San Martino Spino
San Martino Spino (San Martèn da Bass in dialetto mirandolese, San Martìn da Bass nella variante sammartinese), chiamata in passato San Martino in Spino, è una frazione del comune di Mirandola, all'estremità nordorientale della provincia di Modena.
La zona è nota per la coltivazione di angurie e meloni e per gli allevamenti ittici, che hanno consentito di creare l'ambiente umido delle Valli mirandolesi, habitat naturale per la nidificazione di numerose specie di uccelli acquatici e migratori.

## Geografia
La zona ha un'altitudine media di 9 metri sul livello del mare ed è caratterizzata da un vasto ambiente agricolo e zone umide.

## Storia

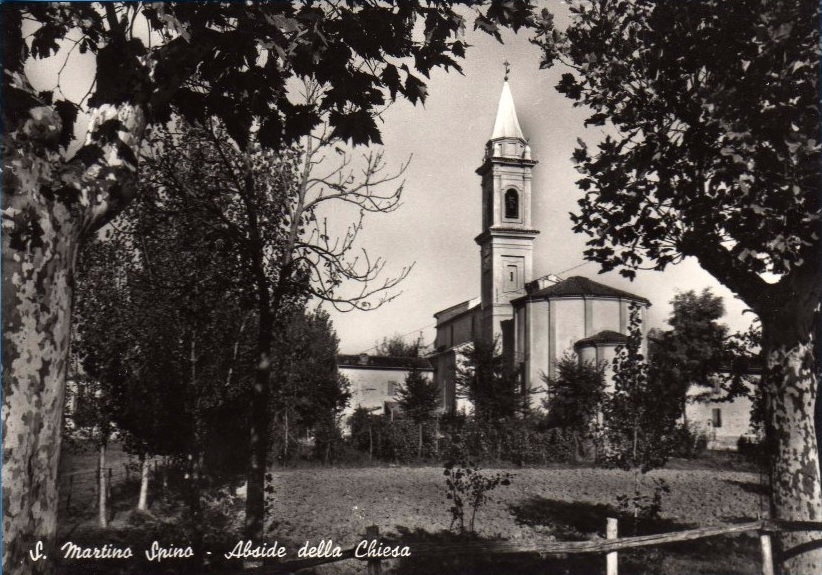
Chiesa di San Martino vescovo

L'area di San Martino Spino era già insediata nell'età del bronzo e in epoca romana era molto popolata, come testimoniano i numerosi siti archeologici scavati nei dintorni. 
Il toponimo Spinum apparve per la prima volta in documento, conservato negli archivi dell'abbazia di Nonantola, in cui l'ultimo re longobardo Desiderio ratificò nel 753 le competenze del re Astolfo.
Nell'anno 824 Carlo Magno, re dei Franchi, donò la cittadina di San Martino alla chiesa. Il marchese Bonifacio di Canossa donò le terre di San Martino alla chiesa di Modena nel 1038, ma già nel 1198 gli abitanti di San Martino Spino preferirono rivolgersi alla diocesi di Reggio Emilia per ottenere l'esenzione dalle tasse.
Nel 1221 il castrum di San Martino Spino fu sottomesso al comune di Reggio Emilia. In seguito il castello venne distrutto, ma nel 1346 Obizzo III d'Este, signore di Ferrara, promise di ricostruirlo.
Il 28 giugno 1353 Paolo Pico prese possesso delle terre, del villaggio e del castello su investitura di Bartolomeo d'Asti, vescovo di Reggio Emilia. La famiglia Pico dominò su questo territorio per quattrocento anni, fino a quando nel 1709 i possedimenti dei Pico vennero confiscati dagli Este.
Nel 1738 Paolo Antonio Menafoglio, originario di Varese e fermiere generale del duca Francesco III d'Este, ottenne dal sovrano in livello la tenuta di Portovecchio e nel 1750 il titolo di marchese di San Martino. Negli anni seguenti, la Congregazione mirandolese di acque e strade chiese più volte alla famiglia Menafoglio di provvedere alla manutenzione di canali e vie di comunicazione, ma inutilmente; peraltro il Supremo Consiglio di Giustizia dei Domini Estensi diede ragione ad Antonio Menafoglio con sentenza del 18 maggio 1776, riconoscendogli l'esenzione privilegiata giustificata dalla natura di bene patrimoniale personale del sovrano concesso al padre nel 1738. A seguito di ciò, il feudatario decise di recintare e coltivare i campi, impedendo così l'uso del pascolo finora concesso ai cittadini, i quali si ribellarono in violenti tumulti.
Durante la seconda Repubblica cisalpina e il Regno Italico, con legge 23 maggio 1801 fu istituito il Comune di "Mortizzuolo con Gavello e San Martino in Spino", abolito con la Restaurazione a seguito di ratifica del decreto del duca di Modena del 12 gennaio 1815: San Martino tornò quindi ad essere una frazione del comune di Mirandola.
All'inizio di giugno del 1879 San Martino Spino e Gavello furono completamente sommerse dalle acque del Po, che ruppe gli argini a Colombaro, fra Revere e Sermide.
Nel 1883 venne istituito un importante centro di allevamento di cavalli dell'esercito italiano, rimasto attivo fino al 1954.
Durante la seconda guerra mondiale, il 13 dicembre 1944 avvenne per rappresaglia la fucilazione di tre giovani partigiani (Mario Borghi, Cesarino Calanca e Oles Pecorari), a cui negli anni 1970 vennero intitolate tre nuove strade di San Martino Spino.

## Monumenti e luoghi di interesse

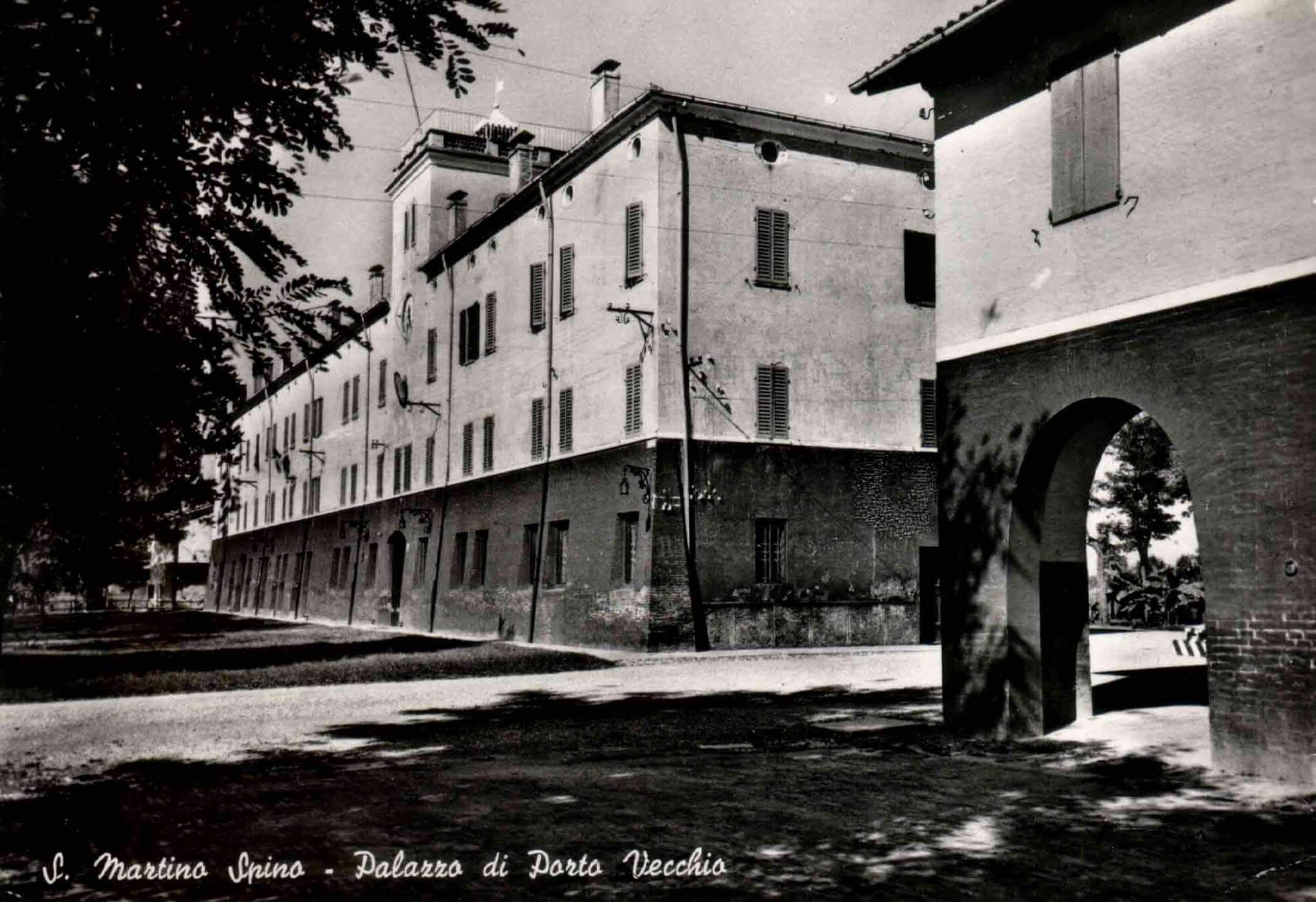
Palazzo di Porto Vecchio

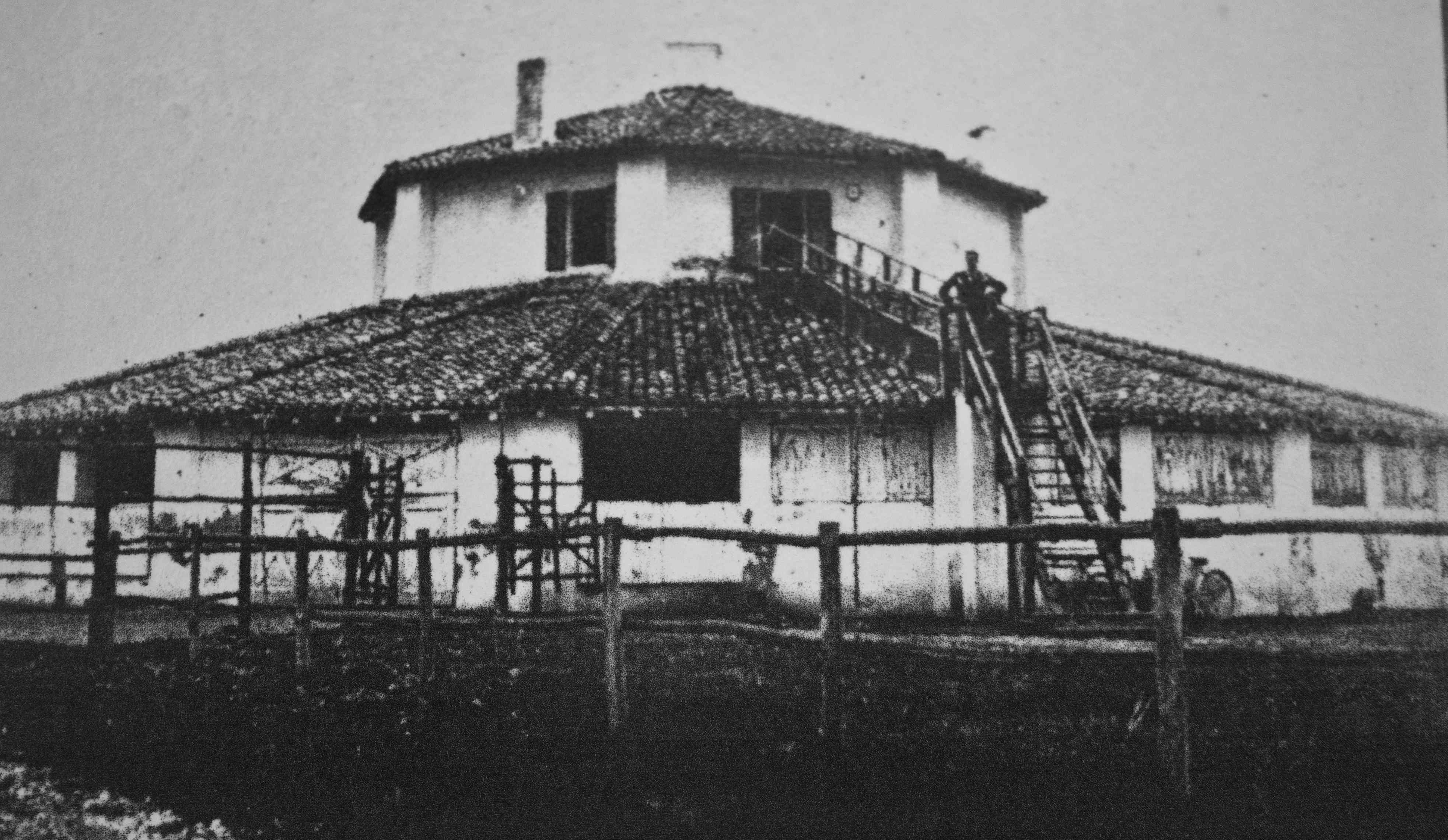
Il Barchessone Vecchio

La chiesa di San Martino vescovo, con l'annesso campanile, venne costruita dal duca Alessandro II Pico della Mirandola nel 1674. Al suo interno è conservato un dipinto di San Sebastiano attribuito alla scuola del Guercino e un'urna del 1775 con le reliquie di San Clemente martire.
La villa Pico, che dal XVII secolo era un casino di caccia dei Pico, venne donata alla famiglia Tioli nel 1695 circa. 
Il palazzo di Portovecchio è un'antica tenuta dei Pico, successivamente acquisito dalla famiglia nobile dei Menafoglio, in cui venivano allevate pregevoli razze equine, tra Corsiera, Zanetta e Villana, acquistate dalla nobiltà padana. Tra il 1883 e il 1954 fu utilizzato dal 5° Centro di Allevamento Quadrupedi dell'esercito italiano per l'allevamento di cavalli e muli. Nel secondo dopoguerra venne utilizzato come deposito del reggimento pontieri dell'arma del genio militare e poi dalla Folgore per addestrare dei cani anti-esplosivo. La Proprietà fino ai giorni nostri è stata del Aeronautica Militare come centro di Rilevazione atmosferica e ponte radio connessioni Militari come Distaccamento 4° Deposito della Caserma Francesco Setti di Modena AM per ultimo Demanio Militare.
Nelle campagne di San Martino Spino furono eretti nel XIX secolo i barchessoni, caratteristici edifici a pianta ottogonale adibiti a scuderie ippiche militari. Con l'avvento della motorizzazione, l'allevamento di cavalli a scopi militari entrò in declino e i barchessoni vennero abbandonati nel 1954. Il recupero di queste strutture, ed in particolare del più noto Barchessone Vecchio, ha consentito di realizzare nel 1999 un centro pubblico di educazione ambientale all'interno delle area naturalistica delle Valli mirandolesi.